# Saławat Jułajew Ufa
Saławat Jułajew Ufa (baszk. Салауат Юлаев хоккей клубы, ros. Салават Юлаев Уфа) – rosyjski klub hokeja na lodzie z siedzibą w Ufie.

## Informacje ogólne
- Nazwa: Saławat Jułajew Ufa
- Rok założenia: 1957
- Barwy: zielono-biało-niebieskie
- Lodowisko: Ufa Arena (do 2007 Saławat Jułajew)
- Pojemność: 8 200
- Klub farmerski: Toros Nieftiekamsk (Wyższa Hokejowa Liga)
- Drużyna juniorski: Tołpar Ufa (MHL)
- Sponsor generalny: Basznieft[6]

## Historia

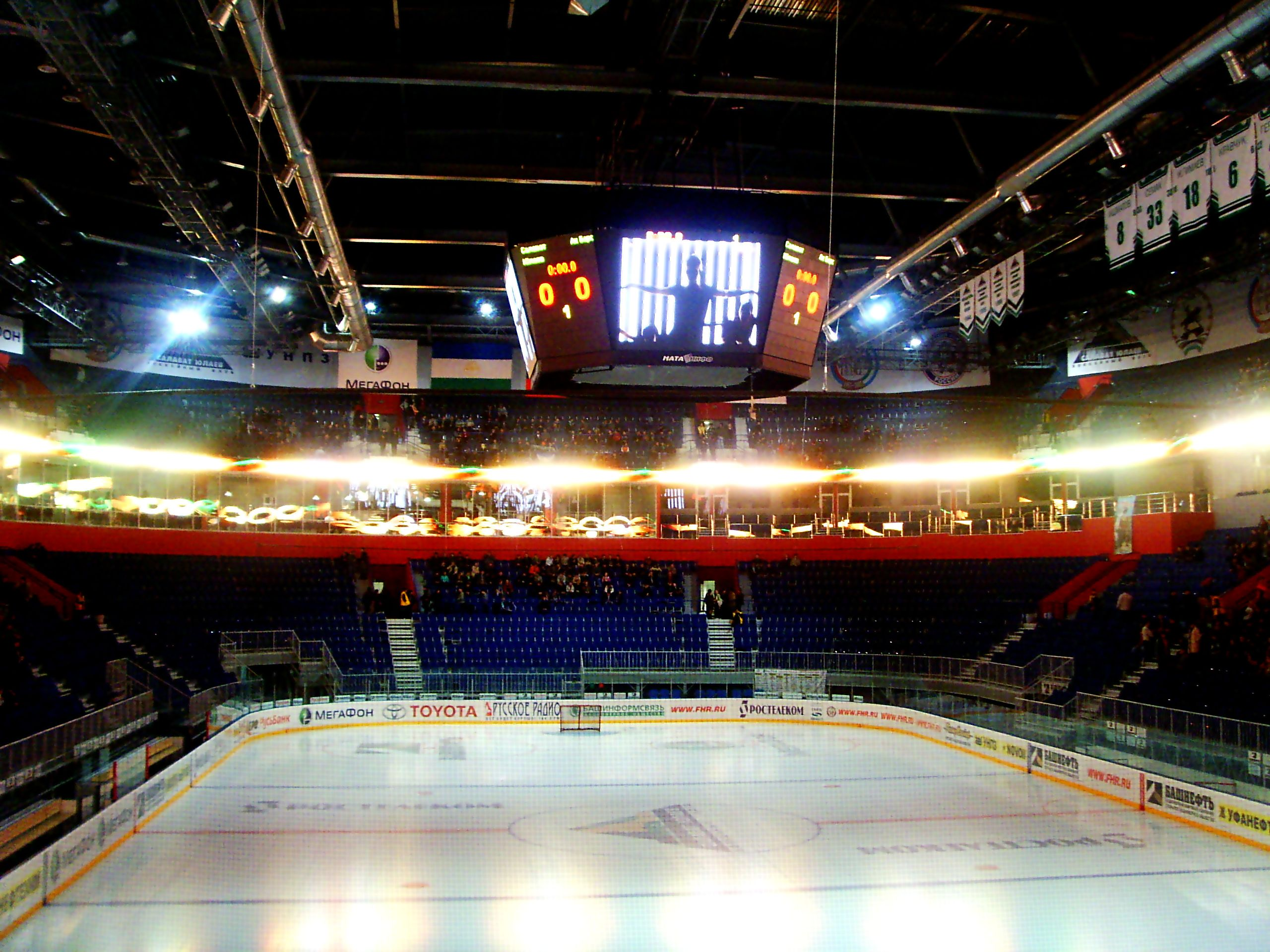
Wnętrze Arena Ufa

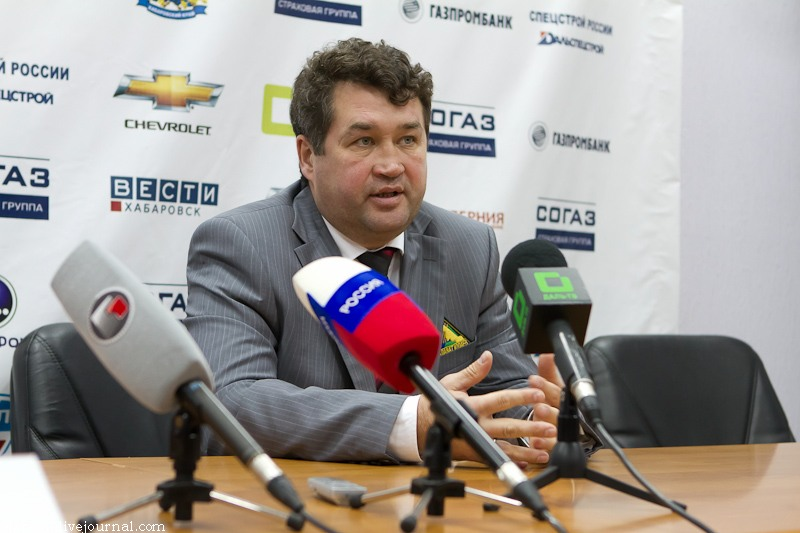
Wenier Safin - były szkoleniowiec

Klub został nazwany na cześć baszkirskiego bohatera narodowego – Saławata Jułajewa, który pochodził z Ufy. Wcześniejsze nazwy klubu to: Trud Ufa (1957-1959) i Gastello Ufa (1959-1962).
Klub zakwalifikował się do turnieju finałowego Pucharu Kontynentalnego w 1997 roku. W 2008 klub zdobył Mistrzostwo Rosji pokonując w finale 3:2 Łokomotiw Jarosław. Sukces powtórzył trzy lata później w ramach nowych rozgrywek KHL edycji 2010/2011 pokonując w finale Atłant Mytiszczi 4:1.
Saławat został pierwszym klubem w rozgrywkach KHL, który zdobył w tej lidze 1000 goli (23 listopada 2012 roku gola strzelił Igor Mirnow).
Po rozpoczęciu inwazji Rosji na Ukrainę na początku marca 2022 tj. na początku fazy play-off w sezonie KHL (2021/2022) wszyscy nierosyjscy zawodnicy drużyny odeszli z klubu.

## Sukcesy
- Pierwsze miejsce w Turnieju Barbórkowym: 1972[9]
- Złoty medal wyższej ligi: 1978, 1982, 1985, 1992
- Brązowy medal mistrzostw Rosji: 1995, 1996, 1997, 2010
- Złoty medal mistrzostw Rosji: 2008, 2011
- Srebrny medal mistrzostw Rosji: 2014
- Puchar Kontynentu: 2010
- Puchar Gagarina: 2011
- Puchar Otwarcia / Łokomotiwu: 2008, 2011
- Pierwsze miejsce w Dywizji Bobrowa w sezonie regularnym : 2009
- Pierwsze w Dywizji Czernyszowa w sezonie regularnym : 2010, 2018, 2022, 2023, 2025
- Pierwsze w Konferencji Wschód w sezonie regularnym: 2010
- Najlepszy dorobek punktowy w lidze w sezonie zasadniczym: 2009, 2010
- Nagroda Wsiewołoda Bobrowa (dla najskuteczniejszej drużyny w sezonie): 2009, 2010, 2011

## Szkoleniowcy
Władimir Sztikow (1961—1963), Jurij Subbotin (1963—1968), Władimir Karawdin (1968—1975), Walerij Nikitin (1975—1979), Marat Azamatow (1979—1983), Wiktor Sadomow (1983—1987), Siergiej Michajłow (1987—1990), Marat Azamatow (1990—1991), Władimir Bykow (1991—1992), Rafaił Iszmatow (1992—1999), Władimir Bykow (1999—2000), Leonid Makarow (2000), Siergiej Nikołajew (2000—2003), Nikołaj Makarow (2003—2004), Rafaił Iszmatow (2004—2005), Sergiej Michajłow (2005—2009), Wiaczesław Bykow (2009—2011), Siergiej Michajłow (2011), Wenier Safin (2011-2012), Igor Zacharkin (2015-2017), Erkka Westerlund (2017-2018), Nikołaj Cułygin (2018-2020), Tomi Lämsä (2020-2022), Wiktor Kozłow (2022-).
Od maja 2009 roku do końca sezonu 2010/11 trenerem Saławatu był Wiaczesław Bykow. Z klubem zdobył mistrzostwo Rosji. W tym czasie był jednocześnie selekcjonerem reprezentacji Rosji. W kwietniu 2015 trenerem został Anatolij Jemielin, a menedżerem generalnym Leonid Wajsfeld. Latem 2015 trenerem koordynatorem został Igor Zacharkin (wcześniej pracujący w Ufie wraz z W. Bykowem). W październiku 2015 głównym trenerem został Zacharkin, trenerem bramkarzy Kiriłł Korieńkow. Po porażce w 1. rundzie play-off sezonu KHL (2016/2017) z klubu odeszli trenerzy: główny Zacharkin oraz asystenci Nikołaj Borszczewski i Kiriłł Korieńkow. Pod koniec marca 2017 trenerem Saławatu został Fin Erkka Westerlund. Asystentem został jego rodak Hannu Virta. W kwietniu 2018 następcą Westerlunda został Nikołaj Cułygin, a w jego sztabie trenerskim znaleźli się asystenci Witalij Jaczmieniow, Tomi Lämsä i trener bramkarzy Wadim Tarasow. W kwietniu 2020 nowym głównym renerem został Tomi Lämsä, a do sztabu weszli Michaił Wasiljew, Wiktor Kozłow, Nikołaj Cułygin i Wadim Tarasow. W lipcu 2021 miejsce Tarasowa zajął jako trener bramkarzy Kanadyjczyk Vincent Riendeau. 1 maja 2022 ogłoszono, że nowym szkoleniowcem został mianowany Wiktor Kozłow. Od lipca 2022 do sztabu wszedł Kanstancin Kalcou

## Zawodnicy

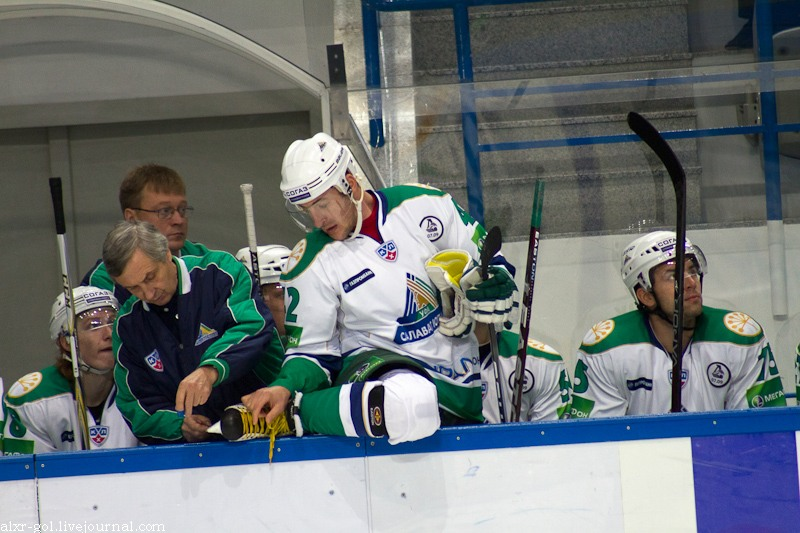
Ławka drużyny Saławatu podczas meczu z Amurem w Chabarowsku 23 września 2011. W środku na pierwszym planie Siergiej Zinowjew.

## Kadra w sezonie2020/2021
| Bramkarze: - Juha Metsola - Władisław Suchaczow - Daniił Tarasow Obrońcy: - Aleksandr Aleksiejew - Jewgienij Biriukow - Pawieł Koledow - Dzmitryj Korabau - Philip Larsen - Jauhien Lisawiec - Szakir Muchamadullin - Igor Miasiszczew - Michaił Naumienkow - Grigorij Panin - Aleksiej Siemionow |  | Napastnicy: - Rodion Amirow - Ilja Baranow - Danił Baszkirow - Piotr Chochriakow - Eduard Gimatow - Markus Granlund - Teemu Hartikainen - Aleksandr Kadiejkin - Władisław Kartajew - Dmitrij Kugryszew - Sakari Manninen - Artiom Pimienow - Geoff Platt - Wiaczesław Sołoduchin - Jegor Suczkow - Michaił Worobjow - Władimir Żarkow |